# Ligardes

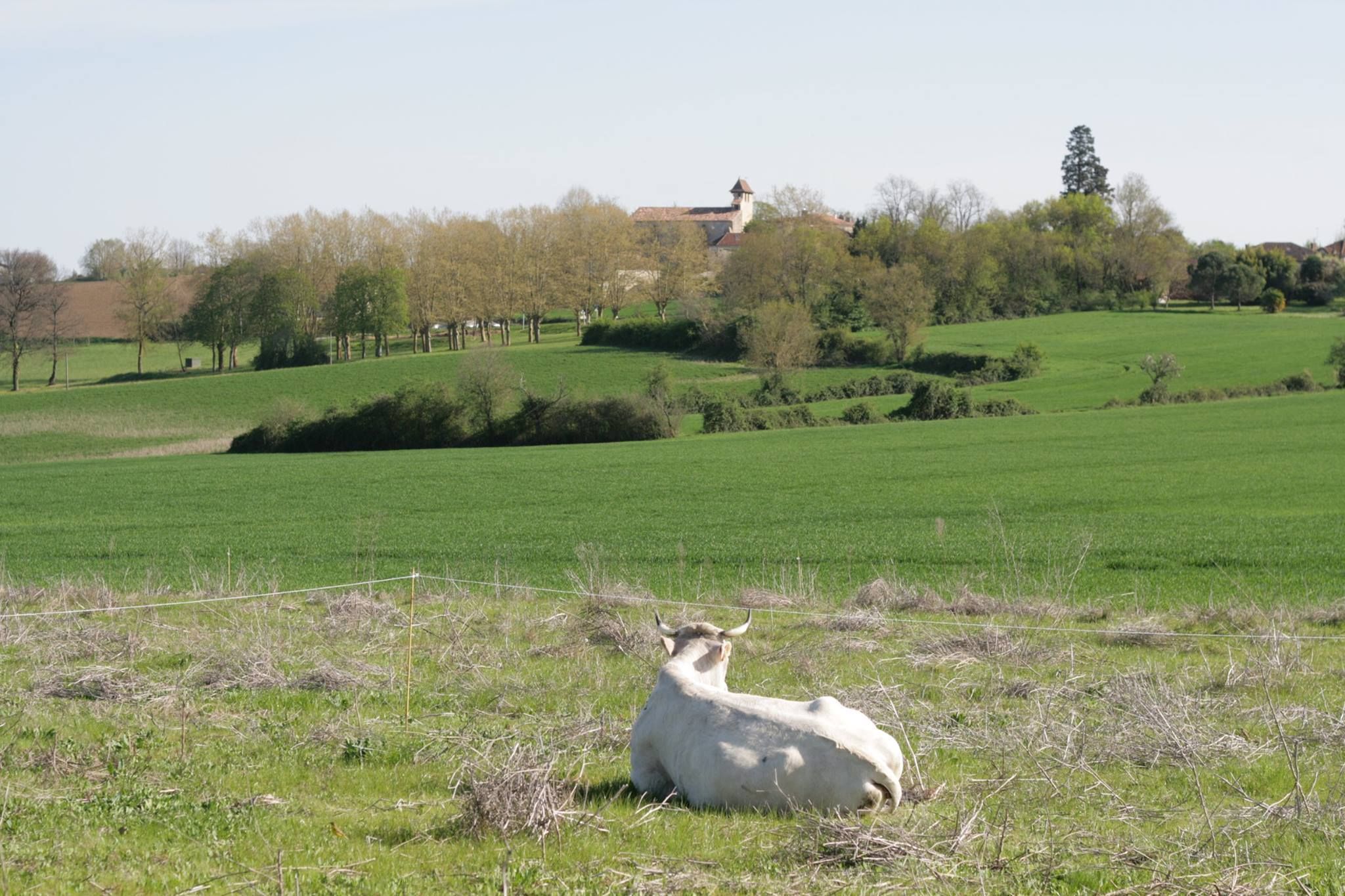
Ligardes

Ligardes är en kommun i departementet Gers i regionen Occitanien i sydvästra Frankrike. Kommunen ligger i kantonen Condom som tillhör arrondissementet Condom. År 2022 hade Ligardes 206 invånare.

## Befolkningsutveckling
Antalet invånare i kommunen Ligardes
Referens:INSEE